# Atletismo nos Jogos Pan-Americanos de 2007 - 100 m feminino
Os 100 metros rasos feminino foram um dos eventos do atletismo nos Jogos Pan-Americanos de 2007, no Rio de Janeiro. A prova foi disputada no Estádio Olímpico João Havelange nos dias 23 (preliminares e semifinal) e 24 de julho (final) com 26 velocistas de 19 países.

## Medalhistas
| Ouro   | USA Mikele Barber   |
| Prata  | USA Mechelle Lewis  |
| Bronze | BAH Chandra Sturrup |

## Recordes
Recordes mundiais e pan-Americanos antes da disputa dos Jogos Pan-Americanos de 2007.
| Tipo                             | Atleta                   | Tempo   | Local        | Data                |
| -------------------------------- | ------------------------ | ------- | ------------ | ------------------- |
|                                  | Florence Griffith-Joyner | 10.49 s | Indianápolis | 16 de julho de 1988 |
| Recorde dos Jogos Pan-Americanos | Evelyn Ashford           | 11.05 s | San Juan     | 7 de julho de 1979  |

## Resultados
- Q: classificação por tempos na série.
- q: classificação por melhores tempos no geral.
- DNS: não competiu na prova.

### Primeira rodada
A primeira rodada foi disputada em 23 de julho.
| Série 1 | Série 1 | Série 1             | Série 1               | Série 1 | Série 1 |
| Result. | Result. | Atleta              | País                  | Tempo   | Qual.   |
| Pos.    | Geral   | Atleta              | País                  | Tempo   | Qual.   |
| ------- | ------- | ------------------- | --------------------- | ------- | ------- |
| 1       | 1       | Mikele Barber       | USA Estados Unidos    | 11.15 s | Q       |
| 1       | 1       | Chandra Sturrup     | BAH Bahamas           | 11.15 s | Q       |
| 3       | 8       | Lucimar Moura       | BRA Brasil            | 11.31 s | Q       |
| 4       | 13      | Peta Gaye Dowdie    | JAM Jamaica           | 11.63 s | q       |
| 5       | 15      | Jade Bailey         | BAR Barbados          | 11.68 s | q       |
| 6       | 21      | Sonia Williams      | ANT Antígua e Barbuda | 11.89 s |         |
| 7       | 22      | María Carolina Díaz | CHI Chile             | 12.05 s |         |

| Série 2 | Série 2 | Série 2              | Série 2                   | Série 2 | Série 2 |
| Result. | Result. | Atleta               | País                      | Tempo   | Qual.   |
| Pos.    | Geral   | Atleta               | País                      | Tempo   | Qual.   |
| ------- | ------- | -------------------- | ------------------------- | ------- | ------- |
| 1       | 6       | Mechelle Lewis       | USA Estados Unidos        | 11.27 s | Q       |
| 2       | 9       | Virgil Hodge         | SKN São Cristóvão e Neves | 11.35 s | Q       |
| 3       | 11      | Sasha Springer-Jones | TRI Trinidad e Tobago     | 11.50 s | Q       |
| 4       | 19      | Shakera Reece        | BAR Barbados              | 11.82 s |         |
| 4       | 19      | Luciana Santos       | BRA Brasil                | 11.82 s |         |
| 6       | 25      | Tricia Flores        | BIZ Belize                | 12.37 s |         |
| —       | —       | Cydonie Mothersill   | CAY Ilhas Cayman          | DNS     |         |

| Série 3 | Série 3 | Série 3           | Série 3                      | Série 3 | Série 3 |
| Result. | Result. | Atleta            | País                         | Tempo   | Qual.   |
| Pos.    | Geral   | Atleta            | País                         | Tempo   | Qual.   |
| ------- | ------- | ----------------- | ---------------------------- | ------- | ------- |
| 1       | 4       | Tahesia Harrigan  | BVI Ilhas Virgens Britânicas | 11.21 s | Q       |
| 2       | 5       | Virgen Benavides  | CUB Cuba                     | 11.24 s | Q       |
| 3       | 7       | Laverne Jones     | ISV Ilhas Virgens Americanas | 11.28 s | Q       |
| 4       | 10      | Tracy-Ann Rowe    | JAM Jamaica                  | 11.37 s | q       |
| 5       | 16      | Ayanna Hutchinson | TRI Trinidad e Tobago        | 11.70 s | q       |
| 6       | 23      | Yessica Perea     | ECU Equador                  | 12.18 s |         |

| Série 4 | Série 4 | Série 4             | Série 4                  | Série 4 | Série 4 |
| Result. | Result. | Atleta              | País                     | Tempo   | Qual.   |
| Pos.    | Geral   | Atleta              | País                     | Tempo   | Qual.   |
| ------- | ------- | ------------------- | ------------------------ | ------- | ------- |
| 1       | 3       | Sherry Fletcher     | GRN Granada              | 11.18 s | Q       |
| 2       | 12      | Carol Rodríguez     | PUR Porto Rico           | 11.53 s | Q       |
| 3       | 14      | Misleidys Lazo      | CUB Cuba                 | 11.67 s | Q       |
| 4       | 17      | Tamica Clarke       | BAH Bahamas              | 11.72 s |         |
| 5       | 18      | Marleny Mejía Beras | DOM República Dominicana | 11.76 s |         |
| 6       | 24      | Kirsten Nieuwendam  | SUR Suriname             | 12.29 s |         |

### Semifinal
A semifinal foi disputada em 23 de julho.
| Semifinal 1 | Semifinal 1 | Semifinal 1       | Semifinal 1                  | Semifinal 1 | Semifinal 1 |
| Result.     | Result.     | Atleta            | País                         | Tempo       | Qual.       |
| Pos.        | Geral       | Atleta            | País                         | Tempo       | Qual.       |
| ----------- | ----------- | ----------------- | ---------------------------- | ----------- | ----------- |
| 1           | 1           | Mikele Barber     | USA Estados Unidos           | 11.18 s     | Q           |
| 2           | 4           | Sherry Fletcher   | GRN Granada                  | 11.20 s     | Q           |
| 3           | 6           | Laverne Jones     | ISV Ilhas Virgens Americanas | 11.32 s     | Q           |
| 4           | 7           | Virgil Hodge      | SKN São Cristóvão e Neves    | 11.33 s     | Q           |
| 5           | 8           | Peta Gaye Dowdie  | JAM Jamaica                  | 11.43 s     |             |
| 6           | 10          | Virgen Benavides  | CUB Cuba                     | 11.45 s     |             |
| 7           | 14          | Ayanna Hutchinson | TRI Trinidad e Tobago        | 11.77 s     |             |
| 8           | 15          | Carol Rodríguez   | PUR Porto Rico               | 11.78 s     |             |

| Semifinal 2 | Semifinal 2 | Semifinal 2          | Semifinal 2                  | Semifinal 2 | Semifinal 2 |
| Result.     | Result.     | Atleta               | País                         | Tempo       | Qual.       |
| Pos.        | Geral       | Atleta               | País                         | Tempo       | Qual.       |
| ----------- | ----------- | -------------------- | ---------------------------- | ----------- | ----------- |
| 1           | 1           | Mechelle Lewis       | USA Estados Unidos           | 11.18 s     | Q           |
| 1           | 1           | Chandra Sturrup      | BAH Bahamas                  | 11.18 s     | Q           |
| 3           | 5           | Tahesia Harrigan     | BVI Ilhas Virgens Britânicas | 11.28 s     | Q           |
| 4           | 9           | Tracy-Ann Rowe       | JAM Jamaica                  | 11.44 s     | Q           |
| 5           | 11          | Sasha Springer-Jones | TRI Trinidad e Tobago        | 11.46 s     |             |
| 6           | 12          | Lucimar Moura        | BRA Brasil                   | 11.60 s     |             |
| 7           | 13          | Misleidys Lazo       | CUB Cuba                     | 11.76 s     |             |
| 8           | 16          | Jade Bailey          | BAR Barbados                 | 11.79 s     |             |

### Final
A final dos 100 metros rasos para mulheres foi disputada em 24 de julho as 18:40 (UTC-3).
| Pos.              | Atleta           | País                         | Tempo   |
| ----------------- | ---------------- | ---------------------------- | ------- |
| Medalha de ouro   | Mikele Barber    | USA Estados Unidos           | 11.02 s |
| Medalha de prata  | Mechelle Lewis   | USA Estados Unidos           | 11.24 s |
| Medalha de bronze | Chandra Sturrup  | BAH Bahamas                  | 11.29 s |
| 4                 | Tahesia Harrigan | BVI Ilhas Virgens Britânicas | 11.34 s |
| 5                 | Sherry Fletcher  | GRN Granada                  | 11.36 s |
| 6                 | Virgil Hodge     | SKN São Cristóvão e Neves    | 11.40 s |
| 7                 | Laverne Jones    | ISV Ilhas Virgens Americanas | 11.49 s |
| 8                 | Tracy-Ann Rowe   | JAM Jamaica                  | 11.56 s |